# Rapala guevara
Rapala guevara är en fjärilsart som beskrevs av Hans Fruhstorfer 1912. Rapala guevara ingår i släktet Rapala och familjen juvelvingar. Inga underarter finns listade.